# برمجية نسابة

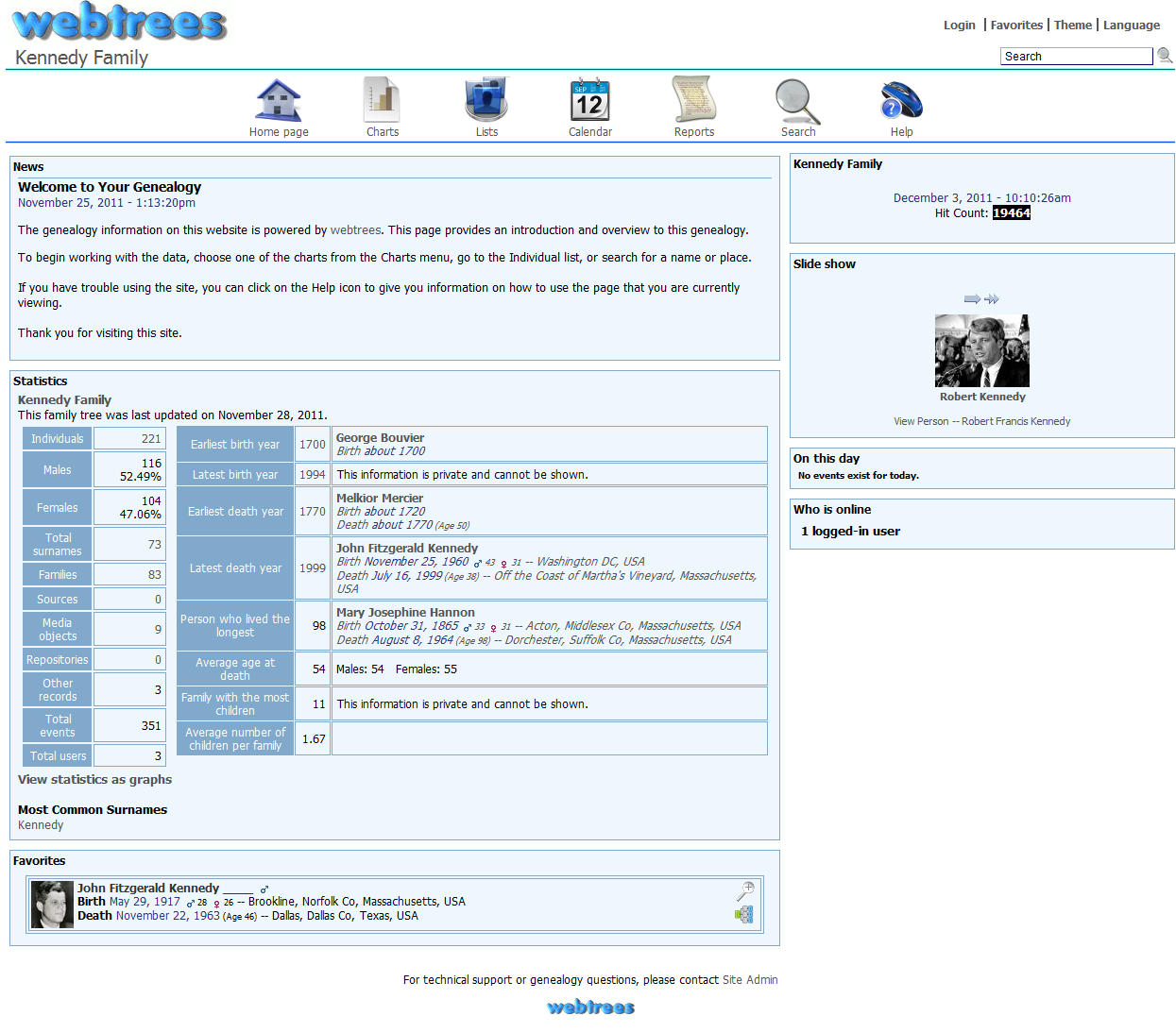
برجمة نسابة مفتوحة وعلى الإنترنت

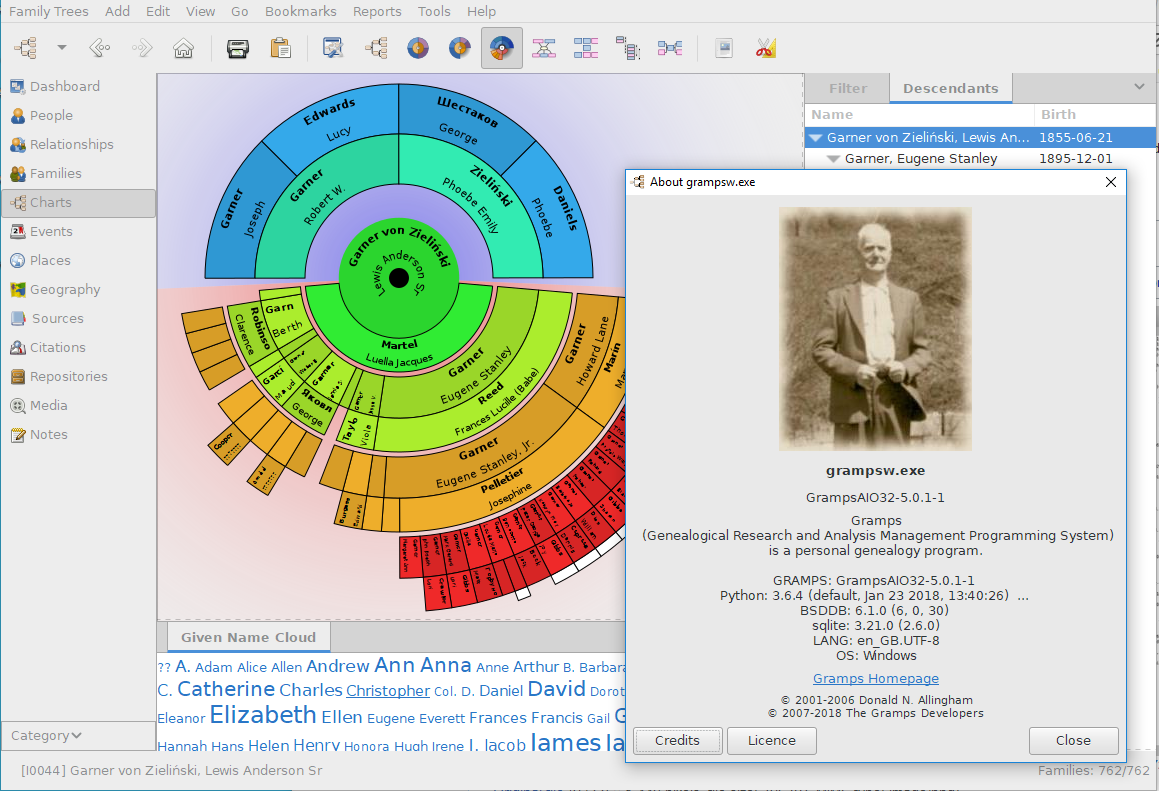
برمجية نسابة مفتوحة المصدر

البرمجية النسابة وبرمجية الأنساب هي برمجية لتسجيل وتنظيم ونشر بيانات الأنساب.